# Vertigo (Band)
Vertigo war ein Remix-Musikprojekt der Geschwister Giorgio und Martin Koppehele.

## Geschichte
Unter dem Namen Vertigo veröffentlichten die Geschwister Giorgio Koppehele (* 21. Januar 1963 in München) und Martin Koppehele (* 18. April 1965 in München) drei Remix-12"-Singles. Sie verarbeiteten unter anderem die Lieder Oxygene 4 aus dem Album Oxygène des Musikers Jean-Michel Jarre als Oxygene sowie Smalltown Boy der britischen Elektro-Pop Gruppe Bronski Beat unter dem Titel Twilight Zone.  Als weiterer Titel wurde das rhythmische Lied Magic Eyes in der dorischen Tonart Fis-Moll veröffentlicht.

Sängerin des Projekts war Anne Lindt.

Giorgio und Martin Koppehele betreiben zusammen mit ihren Ehefrauen ein Produktionsstudio, schreiben und produzieren Musik für Filme, Fernsehserien, Werbung und Soundtracks sowie für und mit vielen bekannten Musikern.

## Diskografie
Maxi-Singles
- 1997: Oxygene (EPIC; EPC 663805 8)
- 1997: Magic Eyes (Epidrome; EPD 664659 2)
- 1997: Twilight Zone (Epidrome; EPD 665152 6)

## Coverversionen
Magic Eyes wurde im Jahre 1997 auf der CD Die Schlümpfe - Vol 5 - Balla Balla unter dem Titel Weltraumschiff gecovert.